# باد بول
باد بول (به آلمانی: Bad Boll) یک منطقهٔ مسکونی در آلمان است که در گوپینگن واقع شده‌است. باد بول ۵٬۲۷۰ نفر جمعیت دارد.

## خواهرخوانده
شهر هرنهوت خواهرخواندهٔ باد بول هست.